# Johnny Manziel
Jonathan Paul Manziel (Tyler, 6 dicembre 1992) è un giocatore di football americano statunitense soprannominato Johnny Football che milita nel ruolo di quarterback per gli Zappers della Fan Controlled Football (FCF). Fu scelto come 22º assoluto nel Draft NFL 2014 dai Cleveland Browns della National Football League con cui giocò per due stagioni. Al college ha giocato a football per la Texas A&M University. Nel 2012 ha vinto l'Heisman Trophy, il massimo riconoscimento individuale a livello universitario, il primo freshman ad aggiudicarsi il premio in 78 anni di storia.

## Carriera universitaria

### 2012
Texas A&M stava affrontando un momento di incertezza nel ruolo di quarterback dopo che Ryan Tannehill si era dichiarato eleggibile per il Draft NFL 2012. Manziel giocò bene in primavera e in autunno, guadagnando il vacante posto da titolare ai danni di Jameill Showers e Matt Joeckel prima dell'inizio della stagione. La sua prima gara avrebbe dovuto essere contro Louisiana Tech a Shreveport, Louisiana, il 30 agosto 2012, ma la gara fu spostata al 13 ottobre a causa degli effetti dell'Uragano Isaac sulla costa della Louisiana due giorni prima della gara. Di conseguenza il debutto di Manziel avvenne contro i Florida Gators nello stadio casalingo del Kyle Field.

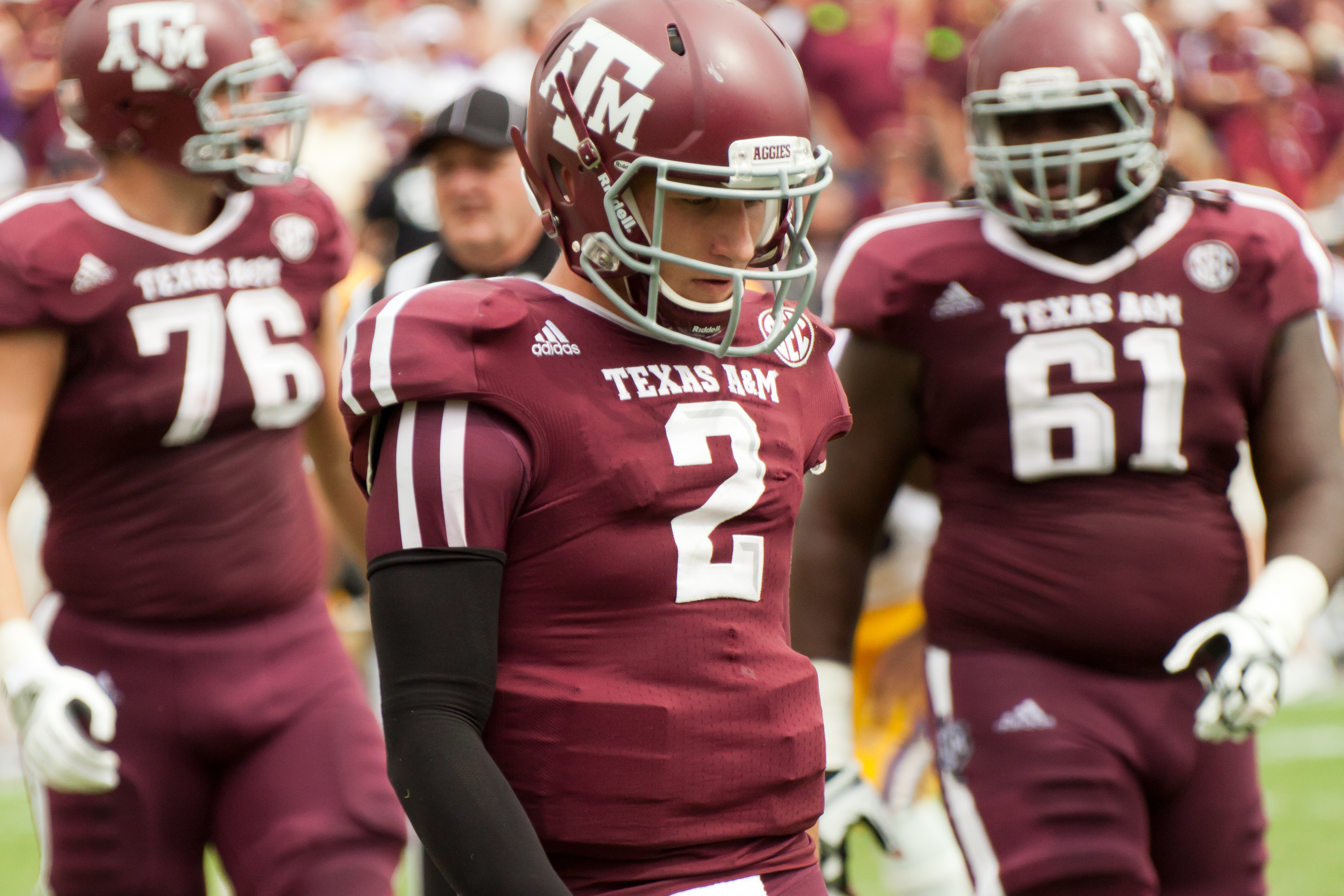
Da sinistra, Luke Joeckel (76), Manziel (2) e Patrick Lewis (61).

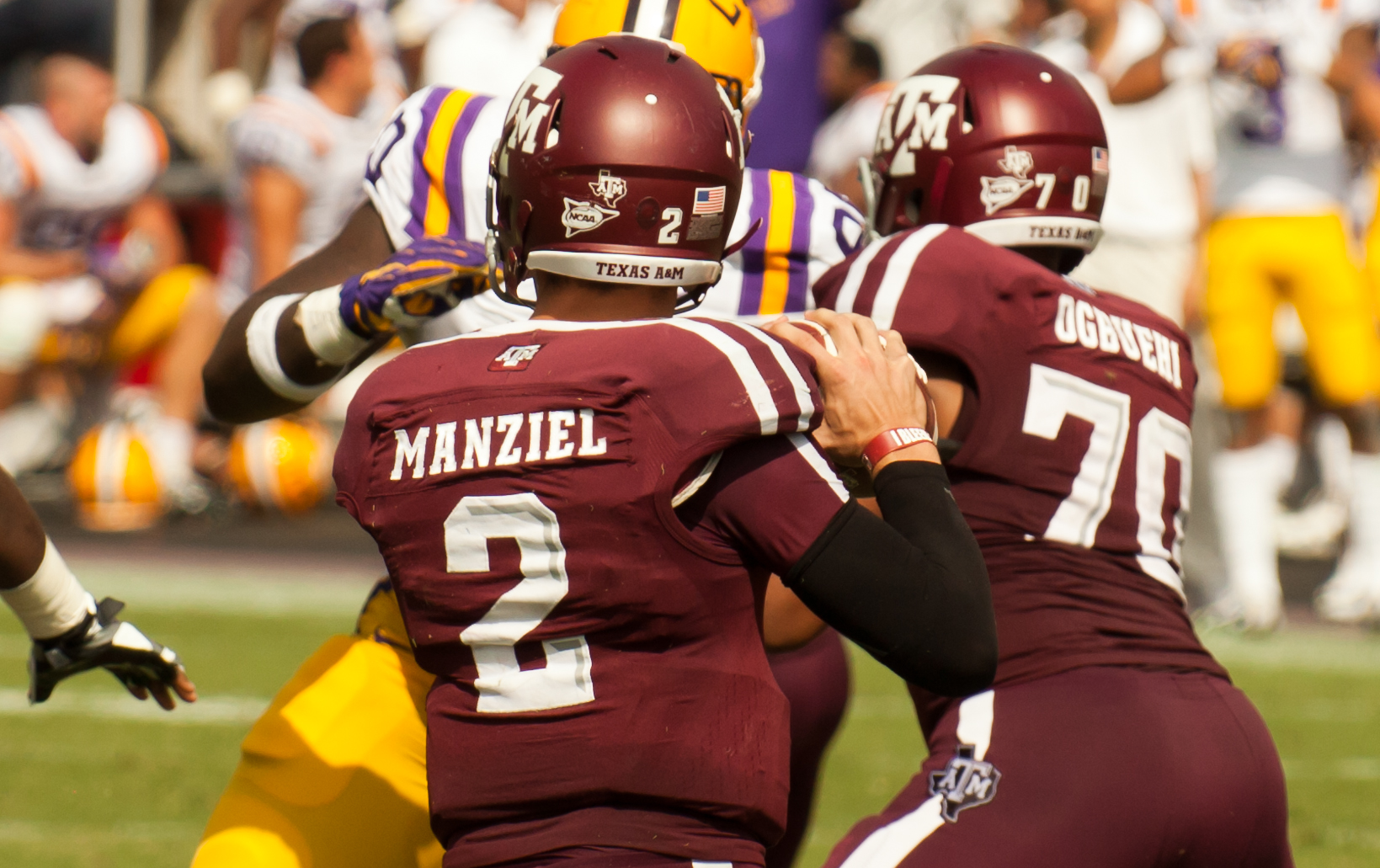
Manziel nel 2012 contro LSU.

Malgrado Manziel avesse iniziato la stagione in relativo anonimato, la sua gara contro Arkansas in cui superò il record di Archie Manning vecchio di 43 anni per yard totali guadagnate in attacco, fece accendere le prime luci della ribalta su di lui. Due gare dopo, Manziel superò il suo stesso record contro Louisiana Tech, diventando il primo giocatore nella storia della SEC Conference a giocare due gare da più di 500 yard totali in una stagione. Dopo che Texas A&M's batté nettamente Auburn nell'ottava gara con Manziel che segnò 5 touchdown (3 passati e 2 su corsa) in solamente metà gara (più il primo drive del secondo tempo), Manziel iniziò ad essere considerato uno dei papabili per l'introduzione tra i finalisti dell'Heisman Trophy.
Manziel fu definitivamente lanciato all'attenzione nazionale quando Texas A&M batté a sorpresa per 29-24 Alabama, la squadra numero 1 del ranking, a Tuscaloosa. In quella gara, Manziel guadagnò 345 delle 418 yard totalizzate dalla sua squadra, completando due passaggi da touchdown. In quella gara divenne solamente il secondo freshman della storia della NCAA a passare 2000 yard e correrne altre 1000. Nei giorni seguenti, Manziel divenne quindi il favorito per l'Heisman Trophy nella maggior parte dei media nazionali e nei sondaggi in una gara in cui sconfisse altri potenziali candidati per il trofeo.
Il 24 novembre in una gara casalinga contro i Missouri Tigers, Manziel lasciò la gara per un infortunio al ginocchio alla fine del primo quarto. Fece ritorno nelle serie successiva con un ginocchio fasciato e terminò la gara con 439 yard totali, inclusi 3 passaggi da touchdown e altri 2 segnati su corsa. In quella partita superò il record assoluto della SEC per yard guadagnate in totale in una stagione con 4600 yard, superando Cam Newton e Tim Tebow, altri due vincitori dell'Heisman degni di nota. Egli divenne inoltre il primo freshman e solamente il quinto giocatore nella storia della NCAA a passare 3000 yard e correrne altre 1000 yard in una stagione, raggiungendo quel traguardo due gare prima di qualsiasi altro giocatore. Manziel fu premiato col Davey O'Brien Award il 6 dicembre e con l'Heisman Trophy l'8 dicembre, diventando il primo giocatore al primo anno a vincere il trofeo.
Il 4 gennaio 2013, Manziel guidò Texas A&M alla vittoria per 41-13 nel Cotton Bowl Classic 2013 sugli Oklahoma Sooners di Landry Jones. Johnny fu nominato miglior giocatore della partita segnando 4 touchdown, 2 su passaggio e due su corsa.
| Johnny Manziel: statistiche della stagione da record del 2012 |                                                   |                                                   |                                                   |                                                   |                                                   |                                                   |                                                   |                                                   |                                                   |                                                   |                                                   |                                                   |                                                   | |       |
| Calendario                                                    | Calendario                                        | Passaggi                                          | Passaggi                                          | Passaggi                                          | Passaggi                                          | Passaggi                                          | Passaggi                                          | Passaggi                                          | Passaggi                                          | Corse                                             | Corse                                             | Corse                                             | Corse                                             | Note: | Note: |
| Avversario                                                    | Record                                            | Ten                                               | Com                                               | %                                                 | Yard                                              | Media                                             | TD                                                | Int                                               | P. Rating                                         | Ten                                               | Yard                                              | Media                                             | TD                                                | Record/Premi |       |
| #24 Florida                                                   | S 17-20                                           | 30                                                | 23                                                | 61,8%                                             | 173                                               | 5,8                                               | 0                                                 | 0                                                 | 125,11                                            | 17                                                | 60                                                | 3,5                                               | 1                                                 | |       |
| @SMU                                                          | V 48-3                                            | 36                                                | 20                                                | 55,6%                                             | 294                                               | 8,2                                               | 4                                                 | 0                                                 | 160,83                                            | 13                                                | 124                                               | 9,5                                               | 2                                                 | Record di passaggi di A&M; Capital One Cup Impact Performance (COC-IP) |       |
| SC State                                                      | V 70-14                                           | 20                                                | 15                                                | 75.0%                                             | 174                                               | 8,7                                               | 3                                                 | 0                                                 | 197,58                                            | 8                                                 | 78                                                | 9.8                                               | 2                                                 | SEC FW |       |
| Arkansas                                                      | V 58-10                                           | 38                                                | 29                                                | 76,3%                                             | 453                                               | 11,9                                              | 3                                                 | 0                                                 | 202,51                                            | 14                                                | 104                                               | 7,4                                               | 1                                                 | Record di A&M per passaggi completati; Record della SEC per yard totali; SEC OPW & FW; COC-IP                                                                                      |       |
| @Mississippi                                                  | V 30-27                                           | 26                                                | 17                                                | 65,4%                                             | 191                                               | 7,3                                               | 1                                                 | 2                                                 | 124,41                                            | 20                                                | 129                                               | 6,5                                               | 1                                                 | SEC Co-FW |       |
| @#23 LA Tech                                                  | V 59-57                                           | 40                                                | 24                                                | 60.0%                                             | 395                                               | 9,9                                               | 3                                                 | 1                                                 | 162,70                                            | 19                                                | 181                                               | 9,5                                               | 3                                                 | Record SEC per yard totali; SEC OPW & Co-FW; AT&T All-America Player of the Week (sett. 7); primo nella storia della SEC con 2 gare da 500 yard in una stagione; Walter Camp Honor |       |
| #6 LSU                                                        | S 19-24                                           | 56                                                | 29                                                | 51,8%                                             | 276                                               | 4,9                                               | 0                                                 | 3                                                 | 82,48                                             | 17                                                | 27                                                | 1,6                                               | 0                                                 | |       |
| @Auburn                                                       | V 63-21                                           | 23                                                | 16                                                | 69,6%                                             | 260                                               | 11,3                                              | 2                                                 | 0                                                 | 193,20                                            | 10                                                | 90                                                | 9,0                                               | 3                                                 | SEC FW |       |
| @#12 Miss St                                                  | V 38-13                                           | 36                                                | 30                                                | 83,3%                                             | 311                                               | 8,6                                               | 0                                                 | 0                                                 | 155,90                                            | 21                                                | 129                                               | 6,1                                               | 2                                                 | SEC FW |       |
| @#1 Alabama                                                   | V 29-24                                           | 31                                                | 24                                                | 77.4%                                             | 253                                               | 8,2                                               | 2                                                 | 0                                                 | 167,3                                             | 18                                                | 92                                                | 5,1                                               | 0                                                 | SEC OPW & FW; AT&T All-America Player of the Week (sett. 10); Walter Camp National OPW                                                                                             |       |
| Sam Houston St                                                | V 47-28                                           | 20                                                | 14                                                | 70,0%                                             | 267                                               | 13,4                                              | 3                                                 | 1                                                 | 221,6                                             | 16                                                | 100                                               | 6,3                                               | 2                                                 | SEC FW; AT&T All-America Player of the Week (sett. 11) |       |
| Missouri                                                      | V 59-29                                           | 44                                                | 32                                                | 72,2%                                             | 372                                               | 8,5                                               | 3                                                 | 1                                                 | 161,70                                            | 12                                                | 67                                                | 5,6                                               | 2                                                 | SEC FW |       |
| Totale >>                                                     | 10-2 (6-2)                                        | 400                                               | 273                                               | 68,3%                                             | 3.419                                             | 8,5                                               | 24                                                | 8                                                 | 155,85                                            | 184                                               | 1181                                              | 6,4                                               | 19                                                | |       |
| Oklahoma                                                      | AT&T Cotton Bowl Classic - Venerdì 4 gennaio 2013 | AT&T Cotton Bowl Classic - Venerdì 4 gennaio 2013 | AT&T Cotton Bowl Classic - Venerdì 4 gennaio 2013 | AT&T Cotton Bowl Classic - Venerdì 4 gennaio 2013 | AT&T Cotton Bowl Classic - Venerdì 4 gennaio 2013 | AT&T Cotton Bowl Classic - Venerdì 4 gennaio 2013 | AT&T Cotton Bowl Classic - Venerdì 4 gennaio 2013 | AT&T Cotton Bowl Classic - Venerdì 4 gennaio 2013 | AT&T Cotton Bowl Classic - Venerdì 4 gennaio 2013 | AT&T Cotton Bowl Classic - Venerdì 4 gennaio 2013 | AT&T Cotton Bowl Classic - Venerdì 4 gennaio 2013 | AT&T Cotton Bowl Classic - Venerdì 4 gennaio 2013 | AT&T Cotton Bowl Classic - Venerdì 4 gennaio 2013 | AT&T Cotton Bowl Classic - Venerdì 4 gennaio 2013 |       |

Legenda:
- Grassetto: avversari della Southesten Conference
- COC-IP: Capital One Cup Impact Performance
- SEC FW: giocatore della settimana della SEC
- SEC OPW: giocatore offensivo della settimana della SEC

### 2013
L'eleggibilità di Manziel nella stagione 2013 fu in dubbio dopo che trapelò la voce che questi avrebbe firmato autografi in cambio di denaro (cosa esplicitamente vietata dal regolamento) nel gennaio 2013. Il 28 agosto 2013, la NCAA raggiunse un accordo con Texas A&M per sospendere Manziel il primo tempo della gara di debutto stagionale contro Rice, dopo essere venuta a conoscenza del fatto che il giocatore non avesse ricevuto soldi per firmare gli autografi. Entrato nel secondo tempo, Manziel completò 6 passaggi su 8 tentativi, passando tre touchdown senza subire intercetti. Dopo il primo touchdown, esultò fingendo di firmare un autografo.
Nella gara della settimana 3 contro la squadra numero 1 del ranking, Alabama, Manziel passò un primato scolastico di 464 yard con 5 touchdown nella sconfitta 49–42. Il suo bersaglio principale di quella partita fu Mike Evans, che ricevette 7 passaggi, stabilendo anch'egli un primato scolastico con 279 yard guadagnate su ricezione. Nella vittoria per 51-41 su Mississippi State, Manziel pareggiò il suo record in carriera di 5 touchdown, lanciando anche 446 yard e 3 intercetti. Le ultime due gare della stagione regolare videro le sconfitte contro LSU e Missouri che gli costarono diversi voti nelle classifica finale dell'Heisman Trophy 2013 in cui si piazzò sesto. La sua annata si concluse con 3.732 yard passate, 33 touchdown, 13 intercetti oltre a 686 yard corse e altri 8 touchdown. Il 17 dicembre 2013 fu inserito nel Second-team All-American dall'Associated Press.
| Statistiche del 2013 \| 2013 \| 2013 \| 2013 \| Passaggi \| Passaggi \| Passaggi \| Passaggi \| Passaggi \| Passaggi \| Passaggi \| Passaggi \| Corse \| Corse \| Corse \| Corse \| Note: \| Note: \| \| Gara \| Avversario \| Record \| Ten \| Com \| % \| Yard \| Media \| TD \| Int \| QB Rating \| Ten \| Yard \| Media \| TD \| Info gara / Premi \| \| \| ---- \| --------------- \| --------- \| -------- \| -------- \| -------- \| -------- \| -------- \| -------- \| -------- \| --------- \| ----- \| ----- \| ----- \| ----- \| --------------------------------------------------------------------------------------- \| ----- \| \| 1 \| Rice \| V 52-31 \| 8 \| 6 \| 75.0% \| 94 \| 11.8 \| 3 \| 0 \| 297.5 \| 6 \| 19 \| 3.2 \| 0 \| In campo solo nel secondo tempo per la sospensione. \| \| \| 2 \| Sam Houston St. \| V 65-28 \| 42 \| 29 \| 69.0% \| 426 \| 9.8 \| 3 \| 1 \| 173.1 \| 7 \| 36 \| 5.1 \| 1 \| \| \| \| 3 \| #1 Alabama \| S 49-42 \| 39 \| 28 \| 71.8% \| 464 \| 11.9 \| 5 \| 2 \| 203.8 \| 14 \| 98 \| 7.0 \| 0 \| Davey O'Brien QB of the Week; Earl Campbell Tyler Rose weekly award; Paul Hornung Award \| \| \| 4 \| SMU \| V 42-13 \| 21 \| 14 \| 66.7% \| 244 \| 11.62 \| 1 \| 1 \| 170.5 \| 12 \| 102 \| 8.5 \| 2 \| \| \| \| 5 \| @Arkansas \| V 45-33 \| 30 \| 23 \| 76.7% \| 261 \| 8.7 \| 2 \| 0 \| 171.7 \| 9 \| 59 \| 6.6 \| 0 \| \| \| \| 6 \| @Ole Miss \| V 41-38 \| 39 \| 31 \| 79.5% \| 346 \| 8.9 \| 0 \| 1 \| 148.9 \| 19 \| 124 \| 6.5 \| 2 \| SEC OPW, Paul Hornung Award \| \| \| 7 \| #24 Auburn \| S 45-41 \| 38 \| 28 \| 73.7% \| 454 \| 11.95 \| 4 \| 2 \| 198.2 \| 18 \| 48 \| 2.7 \| 1 \| \| \| \| 8 \| Vanderbilt \| V 56-24 \| 35 \| 25 \| 71.4% \| 305 \| 8.71 \| 4 \| 1 \| 176.6 \| 4 \| 11 \| 2.8 \| 0 \| \| \| \| 9 \| UTEP \| V 57-7 \| 24 \| 16 \| 66.7% \| 273 \| 11.4 \| 4 \| 0 \| 217.2 \| 7 \| 67 \| 9.6 \| 2 \| \| \| \| 10 \| Mississippi St. \| V 51-41 \| 39 \| 30 \| 76.9% \| 446 \| 11.44 \| 5 \| 3 \| 199.9 \| 14 \| 47 \| 3.4 \| 0 \| \| \| \| 11 \| @#21 LSU \| S 34-10 \| 41 \| 16 \| 39.0% \| 224 \| 5.5 \| 1 \| 2 \| 45.7 \| 12 \| 54 \| 4.5 \| 0 \| \| \| \| 12 \| @#5 Missouri \| S 28-21 \| 35 \| 24 \| 68.6% \| 195 \| 5.6 \| 1 \| 0 \| 47.1 \| 11 \| 21 \| 1.9 \| 0 \| \| \| \| \| Totale >> \| 8-4 (4-4) \| 391 \| 270 \| 69.7% \| 3732 \| 10.15 \| 33 \| 13 \| 166.5 \| 121 \| 686 \| 5.4 \| 8 \| \| \| |                 |           |          |          |          |          |          |          |          |           |       |       |       |       |                                                                                         |       |
| 2013 | 2013            | 2013      | Passaggi | Passaggi | Passaggi | Passaggi | Passaggi | Passaggi | Passaggi | Passaggi  | Corse | Corse | Corse | Corse | Note:                                                                                   | Note: |
| Gara | Avversario      | Record    | Ten      | Com      | %        | Yard     | Media    | TD       | Int      | QB Rating | Ten   | Yard  | Media | TD    | Info gara / Premi                                                                       |       |
| 1 | Rice            | V 52-31   | 8        | 6        | 75.0%    | 94       | 11.8     | 3        | 0        | 297.5     | 6     | 19    | 3.2   | 0     | In campo solo nel secondo tempo per la sospensione.                                     |       |
| 2 | Sam Houston St. | V 65-28   | 42       | 29       | 69.0%    | 426      | 9.8      | 3        | 1        | 173.1     | 7     | 36    | 5.1   | 1     |                                                                                         |       |
| 3 | #1 Alabama      | S 49-42   | 39       | 28       | 71.8%    | 464      | 11.9     | 5        | 2        | 203.8     | 14    | 98    | 7.0   | 0     | Davey O'Brien QB of the Week; Earl Campbell Tyler Rose weekly award; Paul Hornung Award |       |
| 4 | SMU             | V 42-13   | 21       | 14       | 66.7%    | 244      | 11.62    | 1        | 1        | 170.5     | 12    | 102   | 8.5   | 2     |                                                                                         |       |
| 5 | @Arkansas       | V 45-33   | 30       | 23       | 76.7%    | 261      | 8.7      | 2        | 0        | 171.7     | 9     | 59    | 6.6   | 0     |                                                                                         |       |
| 6 | @Ole Miss       | V 41-38   | 39       | 31       | 79.5%    | 346      | 8.9      | 0        | 1        | 148.9     | 19    | 124   | 6.5   | 2     | SEC OPW, Paul Hornung Award                                                             |       |
| 7 | #24 Auburn      | S 45-41   | 38       | 28       | 73.7%    | 454      | 11.95    | 4        | 2        | 198.2     | 18    | 48    | 2.7   | 1     |                                                                                         |       |
| 8 | Vanderbilt      | V 56-24   | 35       | 25       | 71.4%    | 305      | 8.71     | 4        | 1        | 176.6     | 4     | 11    | 2.8   | 0     |                                                                                         |       |
| 9 | UTEP            | V 57-7    | 24       | 16       | 66.7%    | 273      | 11.4     | 4        | 0        | 217.2     | 7     | 67    | 9.6   | 2     |                                                                                         |       |
| 10 | Mississippi St. | V 51-41   | 39       | 30       | 76.9%    | 446      | 11.44    | 5        | 3        | 199.9     | 14    | 47    | 3.4   | 0     |                                                                                         |       |
| 11 | @#21 LSU        | S 34-10   | 41       | 16       | 39.0%    | 224      | 5.5      | 1        | 2        | 45.7      | 12    | 54    | 4.5   | 0     |                                                                                         |       |
| 12 | @#5 Missouri    | S 28-21   | 35       | 24       | 68.6%    | 195      | 5.6      | 1        | 0        | 47.1      | 11    | 21    | 1.9   | 0     |                                                                                         |       |
| | Totale >>       | 8-4 (4-4) | 391      | 270      | 69.7%    | 3732     | 10.15    | 33       | 13       | 166.5     | 121   | 686   | 5.4   | 8     |                                                                                         |       |

## Carriera professionistica

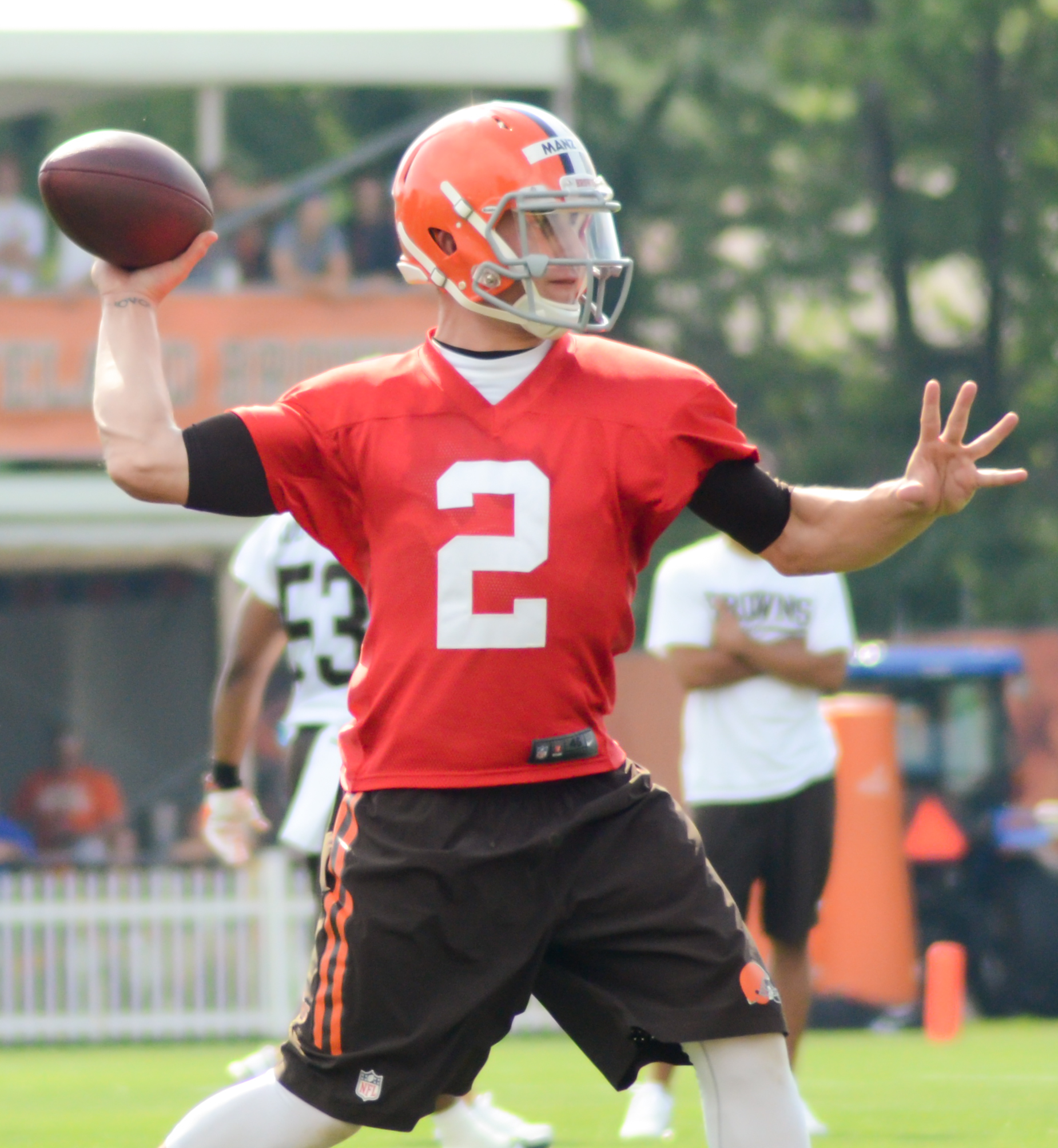
Manziel nel training camp 2014.

### Cleveland Browns

#### Stagione 2014
L'8 gennaio 2014, Manziel annunciò la sua eleggibilità per il Draft NFL 2014, venendo pronosticato come una scelta del primo giro. L'8 maggio fu scelto come 22º assoluto dai Cleveland Browns, il secondo quarterback ad essere scelto dopo Blake Bortles. Il 17 giugno firmò un contratto quadriennale con la franchigia. La decisione su chi sarebbe dovuto partire titolare nella prima settimana della stagione 2014 tra Manziel e il veterano Brian Hoyer fu uno dei temi più caldi dell'estate, finché, il 20 agosto, Hoyer fu annunciato come titolare dal nuovo allenatore dei Browns Mike Pettine. Manziel debuttò come professionista nella vittoria della settimana 2 contro i New Orleans Saints, subentrando brevemente a Hoyer nel terzo quarto e sbagliando l'unico passaggio tentato. I primi veri minuti di gioco li ebbe nella settimana 13 contro i Bills quando entrò dopo tre primi dall'inizio dell'ultimo quarto dopo il secondo intercetto subito da Hoyer. In quella situazione guidò l'attacco dei Browns che stava stagnando a percorrere 80 yard, concludendo l'azione col primo touchdown su corsa in carriera. La sua gara si concluse con 5 passaggi completati su 8 per 63 yard. Dopo un'altra prova negativa di Hoyer nella sconfitta della settimana 14 contro i Colts, Manziel fu nominato per la prima come titolare all'alba della gara del quindicesimo turno. In casa contro i Bengals, il suo debutto come partente fu altamente negativo, completando 10 passaggi su 18 per sole 80 yard e 2 intercetti subiti, con Cleveland che fu battuta 30-0. Confermato titolare per la gara successiva contro i Panthers, fu costretto a uscire nel finale del primo quarto per un infortunio al tendine del ginocchio, non facendo più ritorno in campo. La squadra annunciò che non sarebbe sceso in campo a causa di questo problema nell'ultimo turno contro i Ravens, così Manziel chiuse la sua prima stagione con 2 partite come partente su 5 presenze, con 175 yard passate, 2 intercetti subiti e un touchdown su corsa.

#### Stagione 2015

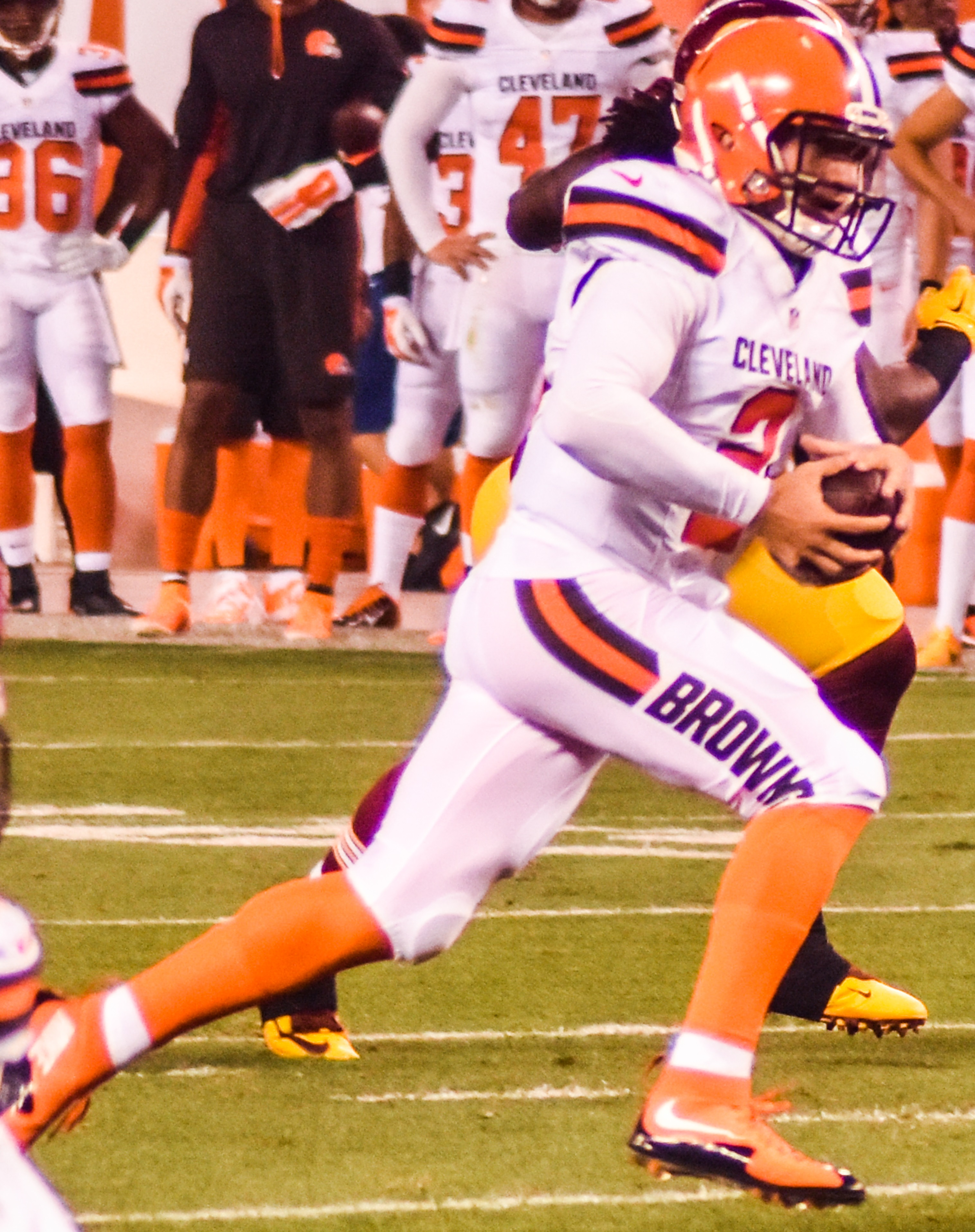
Manziel contro i Redskins nella pre-stagione 2015.

Nella prima gara della stagione 2015, fu il nuovo arrivato Josh McCown a partire come quarterback titolare. Manziel però gli subentrò nel primo tempo a causa di una commozione cerebrale subita, passando il primo touchdown della carriera professionistica con un lancio da 54 yard per Travis Benjamin. Per la gara successiva fu nominato titolare al posto dell'ancora convalescente McCown, guidando per la prima volta la squadra alla vittoria con 257 yard passate e 2 touchdown, entrambi ancora per Benjamin. Il suo passer rating di 133,9 fu il più alto per un quarterback dei Browns da quello fatto registrare da Derek Anderson nel 2007. Malgrado la prova positiva, la settimana successiva fu McCown ad essere il titolare. Tornò a rivedere il campo negli ultimi quattro minuti del settimo turno quando McCown uscì infortunato a risultato ampiamente compromesso contro i Rams. La settimana seguente tornò ad essere nominato titolare, faticando nella sconfitta della gara del giovedì notte contro i Bengals. Nel decimo turno passò un nuovo primato personale di 379 yard, ma Cleveland uscì ancora sconfitta in casa degli Steelers. Dopo quella partita avrebbe dovuto rimanere titolare per il resto della stagione salvo che durante la settimana di pausa della squadra, venne alla luce un video che mostrava Manziel in comportamenti sconvenienti a una festa solo qualche mese dopo avere completato un ciclo di terapia per la dipendenza da sostanze alcoliche. Per tale motivo fu retrocesso dall'allenatore Mike Pettine a terzo quarterback della squadra.
La punizione di Manziel durò fino alla settimana 13 dopo di che, a partire dal turno successivo, tornò ad essere nominato titolare portando la squadra a battere i 49ers e ad interrompere una striscia di sette sconfitte consecutive. La sua gara terminò con 270 yard passate, un touchdown e un intercetto. Dopo due sconfitte contro Seahawks e Chiefs, Manziel fu costretto a saltare l'ultimo turno di campionato a causa di una commozione cerebrale subita. La sua seconda stagione si chiuse così con 1.500 yard passate, 7 touchdown e 5 intercetti in nove presenze, di cui sei come titolare (due vittorie). L'11 marzo 2016, Manziel fu svincolato dai Browns, non riuscendo a trovare alcun contratto nelle due stagioni successive.

### Hamilton Tiger-Cats
Il 19 maggio 2018 Manziel firmò con gli Hamilton Tiger-Cats della Canadian Football League.

### Montreal Alouettes
Il 22 luglio dopo avere trascorso sei settimane nella panchina di Hamilton senza scendere in campo, come riserva di Jeremiah Masoli, i Tiger-Cats scambiarono Manziel con i Montreal Alouettes.

## Palmarès
- Heisman Trophy (2012)
- Davey O'Brien Award (2012)